# Сметанин, Сергей Леонидович
Сергей Леонидович Сметанин (16 октября 1954 — 24 мая 2005) — гармонист-виртуоз и композитор русской народной музыки, заслуженный артист РФ (1992).

## Биография
Родился 16 октября 1954 в посёлке Берёзовка Красноборского района Архангельской области. В период с 1967 по 1969 годы учился в красноборской музыкальной школе по классу баяна у преподавателя Г. Д. Красия. Дальнейшее образование получал в Архангельском музыкальном училище. В 1971 году начал свою трудовую деятельность баянистом Дворца культуры архангельского лесозавода № 4.
В 1972—1974 годы служил в армии. После неё руководил эстрадным оркестром Дворца культуры Соломбальского ЦБК.
В 1975—1993 годы работал в оркестре Государственного академического Северного русского народного хора, в том числе, гармонистом-солистом. Сотрудничал со многими русскими народными оркестрами и ансамблями, в том числе с Национальным академическим оркестром народных инструментов России имени Н. П. Осипова (с 1991 года).
С 1993 года вёл преподавательскую деятельность в Архангельском училище культуры. Постоянный участник телепередачи «Играй, гармонь!».
Скончался 24 мая 2005 года.

## Память
В Красноборском районе Архангельской области ежегодно проводится фестиваль гармони «Сметанинские встречи», инициатором которого является Поморская государственная филармония. В 2013 году этот фестиваль получил статус международного.
Красноборской детской школе искусств, в которой учился Сергей Сметанин, 27 июня 2012 года было присвоено его имя.

## Награды и звания
- Заслуженный артист Российской Федерации (31 декабря 1992) — за заслуги в области музыкального искусства

## Публикации
- Анна Воробьёва. Архангельский гармонист — на Первом канале. ИА «Двина-Информ» (16 октября 2004). Дата обращения: 21 июня 2013.
- Комитет по культуре администрации Архангельской области. Архангельск прощается с гармонистом Сергеем Сметаниным. ИА «Двина-Информ» (25 мая 2005). Дата обращения: 21 июня 2013.
- Очерк о фестивале народного творчества «Сметанинские встречи». Российский союз гармонистов, баянистов, аккордеонистов (14 июня 2011). Дата обращения: 21 июня 2013. Архивировано из оригинала 4 марта 2016 года.

Видео
- В Красноборске стартовал 4-й межрегиональный фестиваль гармонистов "Сметанинские встречи". Телекомпания «Поморье» (29 июня 2012). Дата обращения: 21 июня 2013. Архивировано 28 июня 2013 года.